# Курочкино (Чувашия)
Ку́рочкино (чув. Курӑчкин) — деревня в Козловском районе Чувашской Республики России. Входит в состав Тюрлеминского сельского поселения.

## География
Расстояние до Чебоксар 105 км, до районного центра — города Козловка — 15 км, до железнодорожной станции 13 км. Деревня расположена вблизи автодороги федерального значения М7 «Волга», на правобережье реки Волга, вблизи устья р. Известковый.
Является самым восточным населённым пунктом Чувашской Республики.

## История
Жители – до 1764 года монастырские крестьяне Свияжского монастыря Успения Богородицы, до 1786 года — экономические, до 1866 года — государственные крестьяне; занимались земледелием, животноводством, ловлей и копчением рыбы.
Во 2-й половине XIX — начале XX века с увеличением судоходства на Волге получила развитие пристань возле деревни (сравнивалась с пристанью в Мариинском Посаде). В начале XX века с неё отгружалось до 800 тысяч пудов товаров в год.
В 1869 году открыта школа грамоты. В начале XX века действовали ветряная мельница, шерстобойная машина, лавка с бакалейным товаром. В 1919 году открыта школа 1-й ступени.

### Религия
По сведениям справочника Казанской епархии 1904 года жители деревни были прихожанами Покровской церкви села Воробьёвка Свияжского уезда (церковь деревянная, построена в 1778 году на средства прихожан, трёхпрестольная, главный престол в честь Покрова Пресвятой Богородицы).

### Административно-территориальное подчинение
В 1897 году — в составе Ширдановской волости Свияжского уезда. Деревня Курочкино ранее находилась в составе Свияжского кантона Татарской АССР.
20 августа 1936 года из Верхнеуслонского района Татарской АССР в Козловский район Чувашской АССР переданы населённые пункты Курочкинского сельсовета (деревни Гоголиха и Курочкино). С 20 декабря 1962 года — в составе Урмарского района, с 14 марта 1965 года вновь в Козловском районе. Сельские советы: Курочкинский, с 3 июля 1952 года — Воробьевский, с 11 марта 1966 года — вновь Курочкинский.

## Название
Деревня названа по фамилии первооснователя.— Географические названия Чувашской Республики

## Население
| 2010 | 2012 |
| ---- | ---- |
| 129  | ↗151 |

В 1860 году здесь имелось 76 дворов, где проживали жители 249 мужского, 306 женского пола.
В «Списке селений Казанской губернии» 1897 года — 768 жителей.
По данным Всероссийской переписи населения 2002 года в деревне проживали 156 человек, преобладающие национальности — русские (72%), чуваши (28%).

## Инфраструктура
Небольшое месторождение карбонатных пород «Курочкинское».
Улицы: Известковый, Кооперативная, Советская.

## Памятники и памятные места
- Памятник павшим в Великой Отечественной войне 1941—1945 гг. (ул. Советская)[12].

## Транспорт
Согласно сайту взимания платы Платон (platon.ru) дорога от М7 мимо Ст.Тюрлема и Курочкино до границы с Республикой Татарстан имеет федеральное значение. Федеральные дороги на картах Платона обозначены зелены цветом.
Автодорога местного значения.
Поселковые (сельские) дороги.

## Уроженцы
- Маркин Николай Александрович (28 июня 1921 — 18 июня 2022) — советский художник кино.